# Åse Nygård Pedersen
Åse Nygård Pedersen er en norsk håndboldspiller. Hun spillede 76 kampe og scorede 96 mål for Norges håndboldlandshold mellem 1978 og 1984. Hun deltog også under VM 1982 hvor holdet kom på en 7.-plads.